# SSHD

Variantele SSHD, logică și hardware

SSHD (Solid State Hybrid Drive), este o unitate de stocare hibridă, combinație între SSD și HDD. Un SSHD are atât memorie flash de înaltă viteză prezentă pe SSD, cât și capacitate mare ca o unitate HDD. 
Unitățile hibride, pe lângă memoria cache standard, au o memorie flash MLC NAND încorporată cu o capacitate de 4 sau 8 GB. Discurile SSHD monitorizează ce date sunt folosite pe hard disk, și mențin în memoria cache cele mai des accesate date. Astfel, reușesc să ofere viteze mai mari decât un hard disk tradițional. Discurile SSHD funcționează cu interfața SATA. 
Primele discuri hibride integrate au fost lansate în 2007 de Samsung (SpinPoint MH80) și Seagate (Momentus 5400 PSD) ce conțineau până la 256 MB de memorie flash.
Unitățile de stocare hibridă pot exista în două variante:
- logică - gestionată de sistemul de operare, HDD-ul și SSD-ul fiind elemente disticte.
- hardware - în care unui HDD îi este adaugată o componentă SSD, ambele gestionate de către un singur controler, rezultând un disk SSHD [1][2][3]

## Suport pentru sisteme de operare

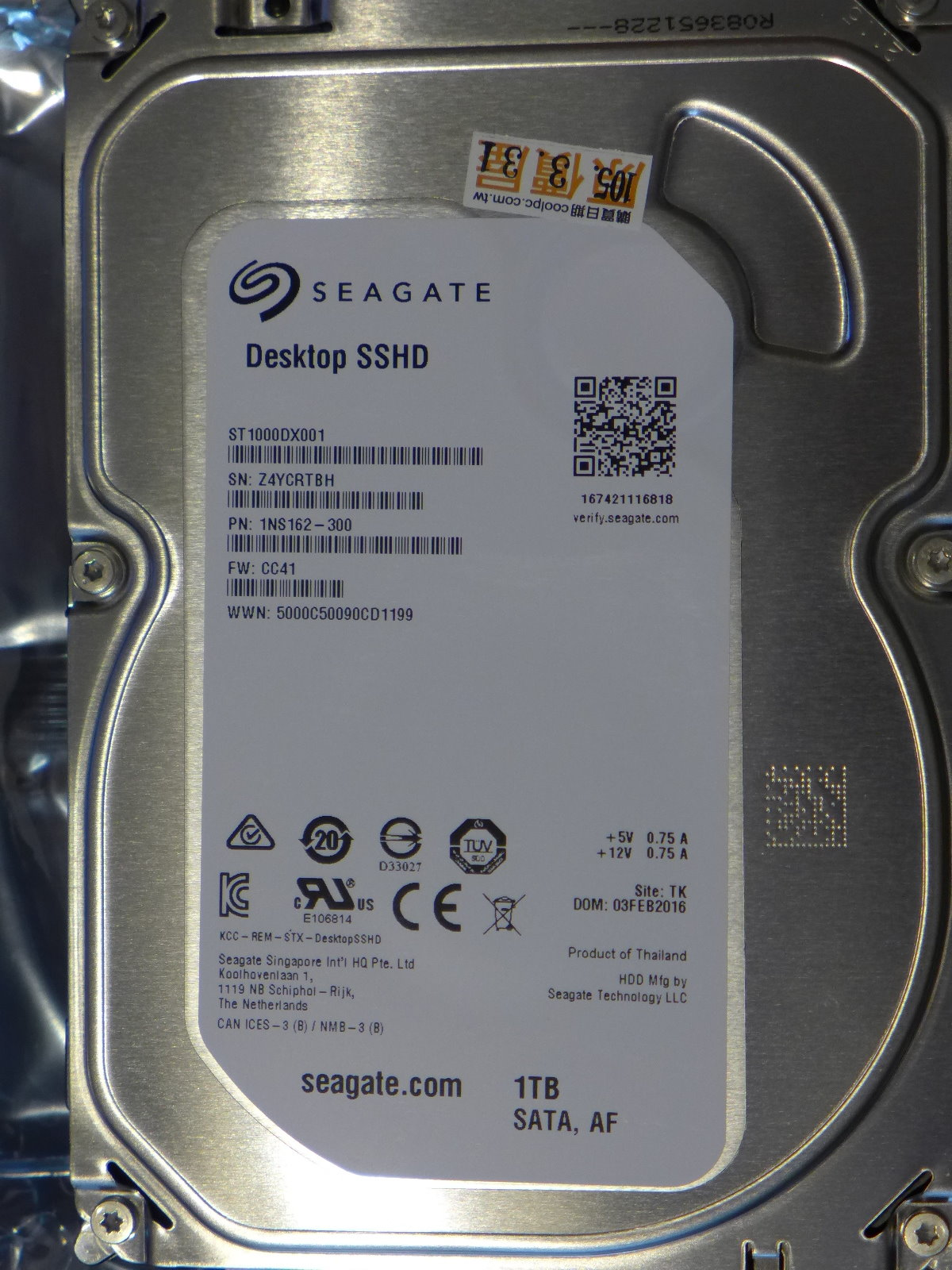
SSHD Seagate 1 TB

- Windows: Suportul pentru SSHD a fost adăugat în Windows Vista, care a inclus componente software pentru tehnologiile de stocare hibride, precum ReadyDrive și ReadyBoost și ExpressCache, pentru laptop.

- Linux: Componentele kernel-ului bcache, dm-cache și Flashcache disponibile din octombrie 2014  (V 3.17), permit emularea unui sistem hibrid.

- OS X: Implementarea Apple a unei unități hibride este Fusion Drive, pe calculatoarele iMac în 2012. Acestea includ un HDD de 1, 2 sau 3 TB și un SSD de 128 GB.[4]

### Alte implementări
- IBM Flash Cache Storage Accelerator (FCSA)
- Intel Smart Response pentru desktop și Intel Cache Acceleration pentru servere și stații de lucru
- LSI CacheCade pentru controler
- Exadata Smart Cache Flash și sistemul de stocare flash FS1 comercializate de Oracle
- Hitachi Accelerated Flash Storage (HAFS) și Hitachi Dynamic Tiering [5]